# سيمون بالدوين
سيمون بالدوين (بالإنجليزية: Simon Baldwin)‏ هو لاعب دوري الرغبي بريطاني، ولد في 31 مارس 1975.